# Herb Drohiczyna (Polska)
Herb Drohiczyna – jeden z symboli miasta Drohiczyn i gminy Drohiczyn w postaci herbu.

## Wygląd i symbolika
Herb przedstawia na tarczy trójdzielnej w polu górnym brązowego żubra na żółtym polu stojącego bokiem, głowa żubra z lewej strony; na dolnym heraldycznie prawym wizerunek pogoni na czerwonym tle – jeźdźdiec-rycerz na białym koniu w galopie, czaprak i siodło czerwone, w prawej ręce jeźdźca miecz obnażony wzniesiony w górę jak do cięcia, w lewej ręce tarcza czerwona z dwoma złotymi krzyżami zespolonymi w jeden;  na  polu dolnym heraldycznie prawym orła białego piastowskiego w koronie na czerwonym tle. Tarcza otoczona ornamentem roślinnym umieszczona jest na tle przecinających się mieczy, nad nią korona złota.
Korona symbolizuje Drohiczyn jako miasto koronacyjne Polski.